# Лаванда (песня)
«Лава́нда» — песня для дуэтного исполнения. Написана композитором Владимиром Матецким на стихи поэта Михаила Шаброва. Эта песня стала дебютом сотрудничества Софии Ротару с новыми композитором и автором, а также одним из популярнейших хитов певицы. За одноимённый альбом с этой композицией, который был продан тиражом, превышающим миллион копий в несколько раз, певица получила платиновый диск от фирмы «Мелодия».
Однако вокруг авторства Матецкого существует множество слухов: ещё в декабре 1984 года канадский певец и композитор Леонард Коэн выпустил свою песню «Dance Me to the End of Love» с очень похожим проигрышем.
Существовали многочисленные слухи, что Ротару потом боялась выезжать за границу на гастроли, опасаясь обвинения в плагиате.

## История создания
Песня «Лаванда» была создана в 1985 году по заказу Центрального телевидения СССР в результате сотрудничества композитора Владимира Матецкого и поэта-песенника Михаила Шаброва.
Первоначально Владимир Матецкий предложил написать текст песни поэту-песеннику Игорю Шаферану, но его это не заинтересовало.
После этого композитор обратился к Михаилу Шаброву, с которым тоже сотрудничал.
Примечательно, что перед началом создания текста песни Михаил Шабров имел весьма смутное представление о том, что такое лаванда.
В процессе работы над песней, соавторы встретились с редактором популярного фестиваля «Песня года» Аллой Николаевной Дмитриевой, которой очень понравилась мелодия и она поделилась мнением, что наилучшим исполнением песни будет дуэт Софии Ротару и Яака Йоалы.
В итоге песня была создана к моменту съемок новогоднего «Огонька» 1985-1986 года и стала популярной на долгие годы.
В интервью изданию «Мир Новостей» Михаил Шабров так вспоминал о том, как создавалась песня:

Мне позвонил Володя Матецкий, с которым мы сотрудничали, говорит: «Слушай, есть такое, как мне кажется, песенное слово „лаванда“. Может, сочинишь что-нибудь?» А я и понятия не имел, что такое лаванда, кроме как средство от моли. Полез в справочники, в энциклопедию и прочитал: «Горная лаванда — дикорастущее лекарственное растение». Так вот и лежала у меня эта «Горная лаванда», совершенно не знал, что с ней делать.
А тут как раз подошло время съемок «Песни года». Матецкий наиграл мелодию Алле Дмитриевой, ей очень понравилось, и она сказала: «Эту песню должны петь дуэтом только София Ротару и Яак Йоала!» То есть этот исторический творческий симбиоз придумала именно она.
Когда Володя мне об этом сказал, мы почему-то сразу решили, что это абсолютно неперспективно. Будучи молодыми и ершистыми, считали, что Ротару уже сказала свое слово, что (да простит нас сейчас София Михайловна!) ее век в творчестве закончился и ничего нового она сделать уже не сможет. К тому же я понятия не имел, о чем можно написать, чтобы получился лирический любовный диалог.
Месяц мне ничего в голову не приходит, второй — ну не получается, и все! А помог случай.
Как-то взял в самолет тоненькую брошюрку Валентина Катаева «Юношеский роман». Спокойно лечу, читаю и вдруг вижу строчку: «С гор к морю сбегают синие цветы лаванды». Все — это был толчок! На следующий день я уже написал: «Наших встреч с тобой синие цветы».
Песня прозвучала в новогоднем «Огоньке», который смотрела вся страна… Открою еще один секрет. У Сони не получалась запись, она была немного жестковата. Для того чтобы снять напряжение, чтобы она расслабилась, ее просто силой заставили выпить немножко армянского коньяка. И вот этот мягкий, влюбленный взгляд, которым она смотрит на Яака Йоалу, этот мечтательный романтический блеск в глазах достигнут не без помощи сего ароматного напитка.
В общем, утром 1 января мы с Матецким, как говорится, проснулись знаменитыми. Песня сразу стала популярной, зазвучала, её взяли в «Утреннюю почту», другие передачи.

## Исполнители
- Песня (под названием «Мы помним всё») была впервые исполнена Софией Ротару в дуэте с Яаком Йоалой в эфире новогоднего телевизионного «Огонька» (Огонёк на Шаболовке, новогодняя ночь с 1985-го на 1986 год)[6].
- После первого исполнения с Яаком Йоалой, София Ротару исполнила песню сольно и с другими певцами, а именно с Филиппом Киркоровым и Николаем Басковым.
- Песня «Lavanda» (Лаванда) была также исполнена Райнером Фриманом и Минной Хирвйэрви (Friman Rainer и Hirvijärvi Minna) в альбоме «Ой куу, ой куу», в аранжировке Такала Ханну Тапани[фин.], записанная в 1987 году на лейбле Selecta selp 023 (LP). Финский и английский тексты были написаны Мали Турка Антеро[фин.][7].
- До сих пор, на юбилейном концерте в том числе, песня исполняется в первоначальной аранжировке.